# Гопкінс-Парк (Іллінойс)
Гопкінс-Парк (англ. Hopkins Park) — селище (англ. village) в США, в окрузі Канкакі штату Іллінойс. Населення — 597 осіб (2020).

## Географія
Гопкінс-Парк розташований за координатами 41°4′23″ пн. ш. 87°36′21″ зх. д. / 41.07306° пн. ш. 87.60583° зх. д. (41.072931, -87.605957).  За даними Бюро перепису населення США в 2010 році селище мало площу 9,70 км², уся площа — суходіл. В 2017 році площа становила 10,33 км², уся площа — суходіл.

## Демографія
Згідно з переписом 2010 року, у селищі мешкали 603 особи в 243 домогосподарствах у складі 136 родин. Густота населення становила 62 особи/км².  Було 290 помешкань (30/км²).
Расовий склад населення:
| - 93,5 % — чорних або афроамериканців - 4,3 % — білих - 0,5 % — азіатів - 0,3 % — корінних американців |

До двох чи більше рас належало 0,8 %. Частка іспаномовних становила 1,2 % від усіх жителів.
За віковим діапазоном населення розподілялося таким чином: 27,4 % — особи молодші 18 років, 56,0 % — особи у віці 18—64 років, 16,6 % — особи у віці 65 років та старші. Медіана віку мешканця становила 40,2 року. На 100 осіб жіночої статі у селищі припадало 91,4 чоловіків;  на 100 жінок у віці від 18 років та старших — 87,2 чоловіків також старших 18 років.
Середній дохід на одне домашнє господарство  становив 25 802 долари США (медіана — 19 417), а середній дохід на одну сім'ю — 31 529 доларів (медіана — 31 875). За межею бідності перебувало 27,9 % осіб, у тому числі 45,3 % дітей у віці до 18 років та 8,3 % осіб у віці 65 років та старших.
Цивільне працевлаштоване населення становило 102 особи. Основні галузі зайнятості: освіта, охорона здоров'я та соціальна допомога — 30,4 %, науковці, спеціалісти, менеджери — 11,8 %, сільське господарство, лісництво, риболовля — 9,8 %, роздрібна торгівля — 8,8 %.